# Carl Rivalier von Meysenbug
Ludwig Carl Georg Philipp Rivalier (* 2. Oktober 1779 in Kassel; † 30. Dezember 1847 in Frankfurt am Main), ab 1825 von Meysenbug, auch de Meysenbug, ab 1834 Freiherr, war ein kurhessischer Politiker und zeitweiliger Außenminister.

## Herkunft
Carl Rivalier entstammte einer hugenottischen Familie mit Wurzeln in der Nähe von Nîmes. Seine Eltern waren der Sekretär der französischen Altstädter Gemeinde in Kassel Louis Rivalier (1725–1789) und dessen Ehefrau Susanne Dorothee Ludemann (1743–1785), eine Tochter des Kriegs- und Domänenrats August Ludemann.

## Leben
Während des von 1807 bis 1813 existierenden Königreichs Westphalen war er als Jurist in Kassel tätig. Nach der Wiederherstellung des Kurfürstentums Hessen wurde er 1814 Sekretär in der geheimen Kriegskanzlei, ab 1823 Geheimer Kabinettsrat, 1831 als Staatsminister Minister für auswärtige Angelegenheiten.
Rivalier galt als Mann mit starker konservativer Gesinnung und gehörte zum engeren Kreis um Emilie Ortlöpp, der einflussreichen Mätresse des Kurfürsten Wilhelm II. Er beriet den Kurfürsten in der durch die französische Julirevolution ausgelösten Verfassungskrise des Jahres 1830 und bei der Beratung der kurhessischen Verfassung von 1831. Nach 1831 ging er mit dem Kurfürsten ins Exil nach Frankfurt am Main.
Der Kurfürst erhob Rivalier im Jahre 1825, unter Beilegung des Namens des 1810 mit Heinrich von Meysenbug ausgestorbenen althessischen ritterlichen Geschlechts Meysenbug, in den Adelsstand. 1828 erhielt er durch Lehnsbrief das Rittergut der Familie Zerssen in Lauenau zu Lehen. 1834 erhielt er von Kaiser Franz I. von Österreich durch Verleihung des Kommandeurkreuzes des Leopold-Ordens den Freiherrentitel als von Meysenbug.

## Familie

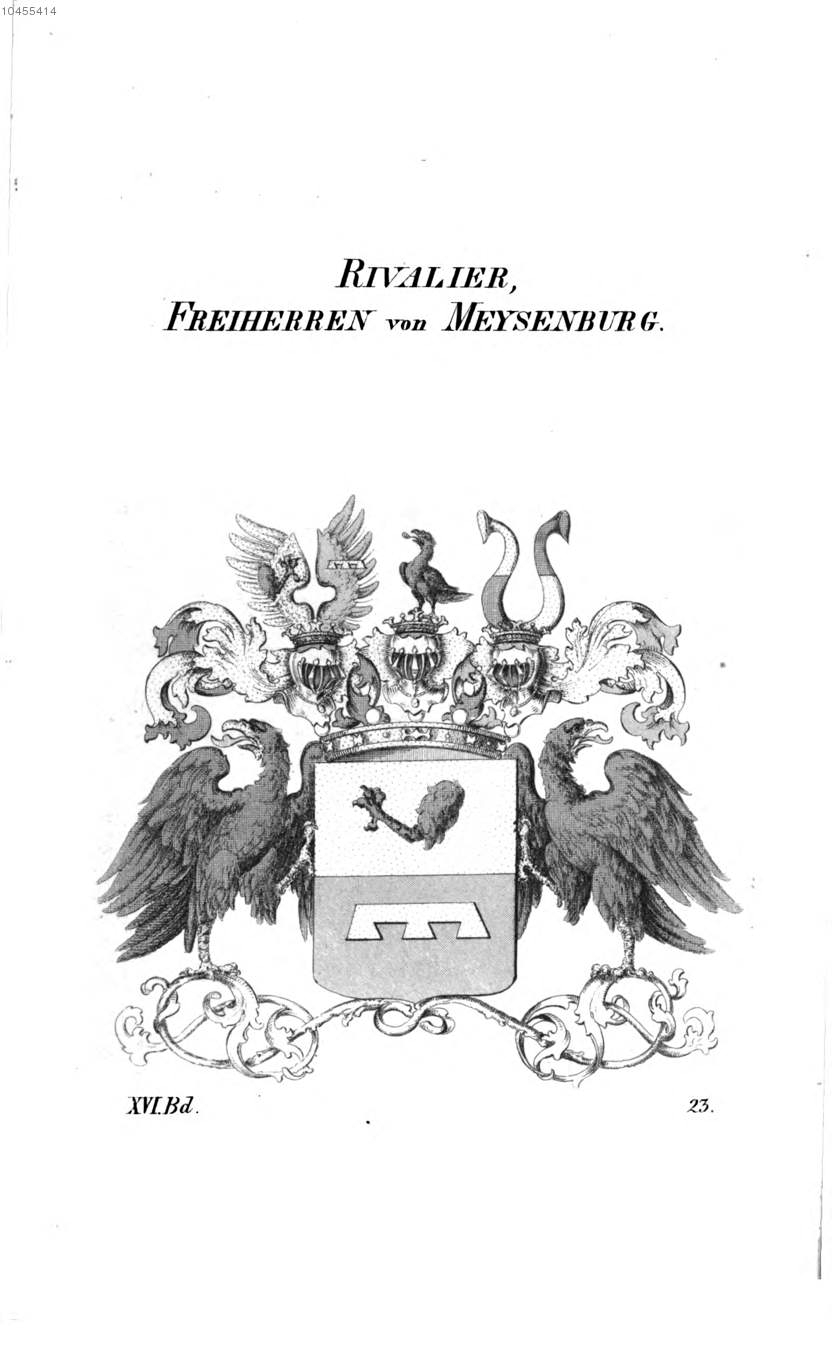
Wappen der Freiherren von Meysenbug

Rivalier heiratete 1803 in Kassel Ernestine Hansell (* 26. März 1784; † 23. Dezember 1861), eine Tochter des Finanzrats Georg Hansell aus Lauterbach. Das Paar hatte mehrere Kinder:
- Ulrich (* 1804) ⚭ 1829 Caroline Marianne Harnier
- Luise Julie Wilhelmine (* 1805) ⚭ 1827 August Karl Stefan Heinrich Funk von Senftenau, Sohn von Karl Friedrich Funk von Senftenau
- Heinrich Otto (1806–1886), Geheimer Rat, Unterstaatssekretär im Ministerium des Kaiserlichen Hauses und des Äußern ⚭ Freiin Josephine Zinn von Zinnenburg
- Carl (1807–1866), lippischer Kammerherr und Hofmarschall ⚭ Sophia Quentell
- Otto Heinrich Emil (* 1808) ⚭ Auguste Schulze
- Mellanie Luise Wilhelmine (* 1810) ⚭ Freiherr Carl von Medem († 1880)
- Joseph Eduard Richard (* 1811), nach Amerika ausgewandert
- Wilhelm (* 11. Juli 1813; † 14. Februar 1866) Großherzoglich badischer Gesandter in Berlin, seit 1856 badischer Minister des Auswärtigen ⚭ Cäcilie Taets von Amerongen
- Malwida (1816–1903), Schriftstellerin und Frauenrechtlerin
- Laura (* 1818)
- Caroline (1820–1821)
- Wilhelm Emil (1824–1825)

## Freimaurerei
Carl Rivalier war bis zum Verbot der Freimaurerei in Kurhessen im Jahr 1824 aktives Mitglied der Freimaurerloge Wilhelm zur Standhaftigkeit in Kassel, bis 1813 Königlich Hieronymus Napoléon zu Treue genannt, in die er 1808 in der Zeit des Königreichs Westphalen unter Jérôme Bonaparte aufgenommen worden war. Er war Ehrenmitglied und Repräsentant der Marburger Loge Marc Aurel zum flammenden Stern bei der zwischen 1817 und 1824 existierenden Großen Mutterloge von Kurhessen.